# Nisís Panayítsa
Nisís Panayítsa är en ö i Grekland.   Den ligger i prefekturen Nomós Attikís och regionen Attika, i den sydöstra delen av landet, 30 km sydväst om huvudstaden Aten.